# André Planché
Pour les articles homonymes, voir Planché.
André ou Andrew Planché, ou Planche (en 1898 William Bemrose donnait Planchè), né vers 1727, mort en 1805, est un bijoutier, potier et homme de théâtre d'origine huguenote qui vécut en Angleterre.

## Biographie
Né le 11 mars 1727 ou 1728, fils de Paul Blanchet, alors marchand de café, et de Marie Ann Fournier, le jeune André fut baptisé dans la chapelle de Ryder Court, à Soho. Le 30 juin 1740, il était embauché comme apprenti par Edward Mountenay, bijoutier-orfèvre établi sur Foster Lane, non loin de la Compagnie des orfèvres de Londres. Il anglicisa à cette occasion son nom d'André Blanchet en Andrew Planche. Le 22 septembre 1747, à l'issue de ses sept années d'apprentissage, il épousait Sarah Jones à l'église St Pancras.
La réalisation de modèles et la fabrication de porcelaine ont pu lui être enseignées par son père, qui avait vécu à Meissen, en Saxe. Dès ses 17 ans, à Derby, le jeune Planché aurait créé de petits objets de porcelaine et en 1749 il travaillait pour William Littler, à Longton Hall. Il est aussi possible qu'il y ait un lien entre Marie Ann Fournier, la mère de Planché, et Louis Fournier, faiseur de modèles qui travailla à Vincennes puis à Chantilly ; Planché lui-même s'identifie peut-être au Flanchet connu pour avoir exercé la même activité à Chelsea après avoir été en France l'élève de Jean-Claude Duplessis.
Sa présence à Derby est attestée en tout cas à partir de 1751, année du baptême à St Alkmund de deux de ses enfants, Paul Edmund et James. Ce dernier ne vécut que jusqu'en décembre 1754. En 1756, deux autres fils sont enregistrés, James, « fils bâtard d’Andrew Planche et Margaret Burroughd », et William, « fils d’Andrew Planche et de sa femme Sarah »,. Un accord, daté du 1er janvier de cette même année et qui nous est parvenu, témoigne de son implication avec William Duesbury dans la nouvelle manufacture de porcelaine établie sur Nottingham Road, qui devint plus tard la société Royal Crown Derby.
Cependant, dès la fin de l'année 1756, Planché quittait Derby pour Londres où il reprit son premier métier de bijoutier dans l'entreprise de son oncle, la maison Anthony Planche & Co., à Westminster. En 1764 il anglicisait son patronyme en Floor (« plancher »), pour se lancer dans une nouvelle carrière au sein de la Compagnie Théâtrale de comédiens comiques que dirigeait Baker à York ; avec elle il fit pendant l'été une tournée dans le nord de l’Angleterre. En 1768, il devint souffleur à l'Orchard Street Theatre de Bath, où il demeura trente et un ans. Il mourut en janvier 1805 et fut enterré à l'église St James de cette ville.

## Œuvre
Les personnages de porcelaine attribués à Planché sont rares. Le Derby Museum and Art Gallery possède un modèle précoce, de 1752, représentant un Chinois avec un petit garçon. C'est un modèle de la période dry edge, qui va de 1750 à 1756. Celle-ci tient son nom de ce que la bordure à la base des modèles était laissée « sèche », sans émail.
La qualité remarquable des figurines utilisées comme modèles, dans le style français, a été à la base du développement de la porcelaine de Derby. Même si la création des modèles dry edge est aujourd'hui attribuée à Agostino Carlini plutôt qu'à Planché, le rôle de celui-ci, dans la direction de l'entreprise et notamment dans le recrutement du talentueux modeleur, fut vraisemblablement important.

## Famille
Jacques Planché, frère cadet d'André, fut horloger. Après son apprentissage à Genève, il devint assistant de Benjamin Vulliamy : eux aussi travaillèrent avec la manufacture de Derby, dont ils utilisèrent les biscuits de porcelaine dans la fabrication d'objets décoratifs. Son fils James Planché, neveu d'André, s'illustra surtout comme auteur dramatique et en particulier dans le genre théâtral de la pantomime ; il a reçu le titre de Somerset Herald du
Collège des Rois d’armes de Londres.